# V-Dala Spelmanslag
V-Dala Spelmanslag är ett av Sveriges första och största samt Uppsalas enda studentspelmanslag. Laget grundades ursprungligen 1961 och firade sitt 50-årsjubileum 2011. Studenter från hela Sverige, och för den delen utomlands, träffas för att umgås och spela nordisk folkmusik på företrädesvis akustiska instrument. V-Dala Spelmanslag är en förening på Västmanlands-Dala nation. Här spelar laget på torsdagskvällarna under terminerna. Regelbundna spelningar görs, bland annat på nationens fester och tillställningar och på Ransäterstämman och Bingsjöstämman på somrarna. Laget tog hem världsmästartiteln i Studentspelmanslags-VM åren 2003, 2007 och 2013.